# Тыква 'Уфимская'
Тыква Уфимская — сорт тыквы крупноплодной. Сорт разработан в 1975 году БашНИИСХ (ныне в составе УФИЦ РАН). В 1981 году включён в Государственный реестр селекционных достижений по Волго-Вятскому, Уральскому и Средневолжскому регионам.

## Происхождение
Сорт выведен путем индивидуального отбора из растений, полученных при скрещивании сортов Серая Волжская и Стофунтовая.

## Характеристика сорта
В Реестре селекционных достижений сорт характеризуется следующим образом.
Растение средней мощности, длинноплетистое. Лист округло-пятиугольный, слаборассечённый, зелёный.
Сорт является раннеспелым: от всходов до сбора плодов 83—93 дня.
Плоды округло-плоские, приплюснутые, почти гладкие, сетка отсутствует. Средняя масса плода 6,4 кг. Кора тонкая, гнущаяся, розовая, иногда жёлто-оранжевая или же серовато-оранжевая. Мякоть оранжевая или оранжево-жёлтая, малосладкая. Семенное гнездо беловато-кремовое. Вкусовые качества хорошие.
Товарная урожайность 41—60,2 т/га.
К болезням сорт относительно устойчив. Достоинствами сорта являются также хорошие засухоустойчивость, транспортабельность и лёжкость.
Плоды содержат: сухого вещества 10,1 %, общего сахара 8,2 %, сахарозы 2,1 %, каротина 2,66 мг/кг. 
Рекомендован для выращивания в условиях товарного производства как кормовой сорт.